# Ukraïnski (Vorónej)
|  | Per a altres significats, vegeu «Ukraïnski». |

Ukraïnski (en rus: Украинский) és un poble (un khútor) de l'óblast de Vorónej, a Rússia, segons el cens del 2010 tenia 536 habitants.